# Хошуд (повіт)
42°16′33″ пн. ш. 86°51′39″ сх. д. / 42.2759° пн. ш. 86.8609° сх. д.
Хошуд (уйг. خوشۇت ناھىيىسى / Xoshut Nahiyisi, або Хешо, від кит. 和硕县, пін. Héshuò Xiàn) — один із повітів КНР у складі Баянгол-Монгольської автономної префектури у СУАР. Адміністративний центр — містечко Тевільга.

## Географія
Повіт лежить на північ і схід від озера Баграшкьоль в улоговині між Ербеншанем і Куруктагом.

### Клімат
Хошуд лежить у зоні, котра характеризується кліматом пустель помірного поясу. Найтепліший місяць — липень із середньою температурою 23,6 °C. Найхолодніший місяць — січень, із середньою температурою -11,3 °С.
| Клімат повіту Хошуд                                | Клімат повіту Хошуд | Клімат повіту Хошуд | Клімат повіту Хошуд | Клімат повіту Хошуд | Клімат повіту Хошуд | Клімат повіту Хошуд | Клімат повіту Хошуд | Клімат повіту Хошуд | Клімат повіту Хошуд | Клімат повіту Хошуд | Клімат повіту Хошуд | Клімат повіту Хошуд | Клімат повіту Хошуд |
| Показник                                           | Січ.                | Лют.                | Бер.                | Квіт.               | Трав.               | Черв.               | Лип.                | Серп.               | Вер.                | Жовт.               | Лист.               | Груд.               | Рік                 |
| Середній максимум, °C                              | −4                  | 3,3                 | 12,8                | 21,3                | 26,3                | 29,9                | 31,3                | 30,6                | 26                  | 18,1                | 7,8                 | −1,9                | 16,8                |
| Середня температура, °C                            | −11,3               | −4,2                | 5,2                 | 13,8                | 18,5                | 22,5                | 23,6                | 22,1                | 16,5                | 8                   | −0,3                | −8,1                | 8,8                 |
| Середній мінімум, °C                               | −17                 | −11                 | −2,4                | 5,3                 | 9,8                 | 14,3                | 15,8                | 14                  | 8,2                 | 0,5                 | −6,1                | −12,9               | 1,5                 |
| Норма опадів, мм                                   | 2.2                 | 3                   | 3.2                 | 6.8                 | 14.2                | 17.4                | 22.6                | 15.1                | 6.9                 | 4.6                 | 2.9                 | 2.8                 | 101.7               |
| Вологість повітря, %                               | 75                  | 63                  | 43                  | 38                  | 43                  | 49                  | 56                  | 58                  | 61                  | 65                  | 69                  | 77                  | 58                  |
| -------------------------------------------------- | ------------------- | ------------------- | ------------------- | ------------------- | ------------------- | ------------------- | ------------------- | ------------------- | ------------------- | ------------------- | ------------------- | ------------------- | ------------------- |
| Джерело: Дані метеостанції №51568 (КНР, 1991-2020) |                     |                     |                     |                     |                     |                     |                     |                     |                     |                     |                     |                     |                     |